# Coachiti
Coachiti är en ort i Mexiko.   Den ligger i kommunen Apaseo el Grande och delstaten Guanajuato, i den centrala delen av landet, 200 km nordväst om huvudstaden Mexico City. Coachiti ligger 1 791 meter över havet och antalet invånare är 1 775.
Terrängen runt Coachiti är platt åt sydost, men åt nordväst är den kuperad. Runt Coachiti är det ganska tätbefolkat, med 149 invånare per kvadratkilometer. Närmaste större samhälle är El Pueblito, 15,5 km öster om Coachiti. Trakten runt Coachiti består till största delen av jordbruksmark.